# シャーウッドの森のロボット
「シャーウッドの森のロボット」（シャーウッドのもりのロボット、原題: "Robot of Sherwood"）は、イギリスのSFドラマ『ドクター・フー』の第8シリーズ第3話。脚本はマーク・ゲイティス、監督はポール・マーフィーが担当し、BBC One で2014年9月6日に初放送された。
本作では、異星人のタイムトラベラー12代目ドクター（演:ピーター・カパルディ）とコンパニオンのクララ・オズワルド（演:ジェナ・ルイーズ・コールマン）が1190年のシャーウッドの森に到着し、伝説の英雄ロビン・フッド（演:トム・ライリー）と、ロボットの騎士を編成して金を強奪するノッティンガムの代官（演:ベン・ミラー）と出会う。イギリスでの視聴者数は728万人で、一般に批評家からは肯定的に評価された。

## 連続性
ロビン・フッドや彼を取り巻く子分や環境を疑ったドクターは、当初自分とクララがミニスコープの中にいるかもしれないと考えた。ミニスコープは3代目ドクターの Carnival of Monsters（1973年）で登場した。

## 製作

### 脚本
Doctor Who Magazine のインタビューで、脚本家マーク・ゲイティスは本作をドクターとロビン・フッドの45分の物語にする意図があると語った。また、彼は「設定は本質的に面白いけれど、書いているときは面白いエピソードだと思わなかった。それでも大きな疑問を提起してはいるが、間違いなく薄っぺらいものだった」とも述べた。

### 撮影
台本の読み合わせは2014年3月20日に行われた。撮影は2014年3月25日に始まり、2014年4月15日には Fforest Fawr (en) で、4月17日にはケルフィリー城で撮影が行われた。Fforest Fawr とケルフィリー城はいずれも以前『ドクター・フー』のロケ地として使用されており、前者は「盗まれた地球」と「旅の終わり」、後者は「ヴェネチアの吸血鬼」と「銀色の悪夢」のロケ地であった。ボディアム城の外観も撮影に使用された。撮影は2014年5月3日に完了した。
ドクターが現実のロビン・フッドに見せている彼の伝説のイメージの1つは、パトリック・トラウトンが1953年のテレビシリーズ Robin Hood で演じたものであった。トラウトンは後に1966年から1969年にかけて2代目ドクターを演じた。

### 削除シーン
2014年9月4日、BBCはISILによりジェームズ・フォーリーとスティーヴン・ソトロフが殺害されたことを受け、エピソード終盤のバトルの一部シーンを削除したことを報じた。オリジナルシーンでは、ロビンが代官の首を斬って代官の正体がロボットであると露見していた。

### 配役
タック修道士役のトレヴァー・クーパーは以前にも『ドクター・フー』の Revelation of the Daleks（1985年）に出演していた。アラン・ア・デイル役のイアン・ハラードは50周年記念エピソード An Adventure in Space and Time（2013年）でリチャード・マーティン役を演じていた。

## 放送と評価

### 放送前の流出
ラテンアメリカの放送に向けてマイアミのBBCワールドワイドサーバーに送られた第8シリーズの5話分の台本が流出したことがあり、「シャーウッドの森のロボット」の台本もその中の1つであった。
2014年8月18日、エピソードのラフバージョンがオンライン上に流出した。流出したバージョンの映像はモノクロであり、視覚効果と音声効果および音楽は完全なものになっていなかった。また、放送前に削除された代官の斬首シーンも含まれていた。この流出は「深呼吸」や「ダーレクの中へ」に続くものであり、BBCは非公式コピーからのネタバレを拡散しないようファンに。

### 放送
当夜の視聴者数は620万人で、タイムシフト視聴者を加算すると728万人に達した。Appreciation Index は82を記録した。
アメリカ合衆国ではBBCアメリカでの放送を114万人が視聴した。

### 批評家の反応
| 専門評論家によるレビュー | 専門評論家によるレビュー |
| レビュー・スコア         | レビュー・スコア         |
| 出典                     | 評価                     |
| ------------------------ | ------------------------ |
| The A.V. Club            | B-                       |
| ペースト                 | 8.0                      |
| SFX                      | [ 27 ]                   |
| TV Fanatic               | [ 28 ]                   |
| CultBox                  | [ 29 ]                   |
| IndieWire                | B+                       |
| IGN                      | 6.9                      |
| ニューヨーク・マガジン   | [ 32 ]                   |
| ラジオ・タイムズ         | [ 33 ]                   |
| デジタル・スパイ         | [ 34 ]                   |
| デイリー・テレグラフ     | [ 35 ]                   |

批評家の反応は一般に肯定的であった。ガーディアン紙のダン・マーティンは脚本と演技を称賛したが、本作でドクターの出番が控えめになっていること、伝承を認めなかった長さを批判した。ラジオ・タイムズのパトリック・マルケーンは本作を「ウィットに富んだ見事な2人の英雄の出会い」だと表現し、ゲイティスについて「理路整然としたプロットを提供する上品で大いにウィットに富んだ台本」を称賛し、ドクターとロビンを「『ドクター・フー』史上最も面白い2人の俳優の1つだ」と評価した。デイリー・テレグラフのマイケル・ホーガンは本作に星5つを付け、「カパルディが真にドクターの役に入り込んだ」エピソードであると述べた。Den of Geek のサイモン・ブリューは「深呼吸」や「ダーレクの中へ」とは対照的なエピソードの明るさを高く評価し、「とても面白い」「素晴らしく滑稽だ」とコメントした。彼は本作が「時間がある時に手を伸ばすタイプの『ドクター・フー』で、顔に大きな笑顔を浮かべたくなる」と述べた。
Metro のティム・リューは本作を「面白くしようとしすぎている」と批判し、またドクターの行動も「深呼吸」や「ダーレクの中へ」と食い違っていると批判した。フォーブスもドクターの性格の食い違いを指摘したが、カパルディが「彼の解釈を役にもたらすのに十分なロープを脚本の中に見つけた」とも称賛した。彼らは物語に厚みがあることや登場人物それぞれのキャラクター性を称賛したが、本作に実体がなく、編集と演出の悪さに苦しんでいると指摘した。インデペンデント紙のニーラ・デブナスも批判的であり、「鈍くナンセンスな落胆だ」と述べ、「意味の通らないエピソードでテンポも奇妙」だと評価した。また、彼女はクララが「ときめいている女学生」に逆戻りしていると批判した。IGNは賛否両論の評価をしており、「新ドクターのための軽薄で薄っぺらい冒険」と表現した。

## 書籍版
Pearson Education は、デイヴィッド・モールによる英語学習者用の本作の小説版を2018年6月15日に出版した。